# Крбава (Удбина)
44°37′ пн. ш. 15°40′ сх. д. / 44.61° пн. ш. 15.66° сх. д.
Крбава (хорв. Krbava) — населений пункт у Хорватії, у Лицько-Сенській жупанії у складі громади Удбина.

## Населення
Населення за даними перепису 2011 року становило 37 осіб.
Динаміка чисельності населення поселення:

## Клімат
Середня річна температура становить 8,70 °C, середня максимальна – 23,66 °C, а середня мінімальна – -7,98 °C. Середня річна кількість опадів – 1248 мм.
| Клімат поселення                              | Клімат поселення | Клімат поселення | Клімат поселення | Клімат поселення | Клімат поселення | Клімат поселення | Клімат поселення | Клімат поселення | Клімат поселення | Клімат поселення | Клімат поселення | Клімат поселення | Клімат поселення |
| Показник                                      | Січ.             | Лют.             | Бер.             | Квіт.            | Трав.            | Черв.            | Лип.             | Серп.            | Вер.             | Жовт.            | Лист.            | Груд.            |                  |
| Середній максимум, °C                         | 5,80             | 7,17             | 10,79            | 15,04            | 19,70            | 23,20            | 23,66            | 23,42            | 19,15            | 14,22            | 8,82             | 4,61             |                  |
| Середня температура, °C                       | −1,1             | 0,29             | 3,91             | 8,15             | 12,82            | 16,32            | 18,69            | 18,45            | 14,16            | 9,24             | 3,82             | −0,37            |                  |
| Середній мінімум, °C                          | −7,98            | −6,57            | −2,96            | 1,28             | 5,95             | 9,44             | 13,72            | 13,47            | 9,21             | 4,25             | −1,14            | −5,34            |                  |
| Норма опадів, мм                              | 90               | 92               | 94               | 104              | 92               | 91               | 69               | 82               | 121              | 134              | 155              | 124              |                  |
| Середньомісячна швидкість вітру, м/с          | 1.95             | 2.07             | 2.30             | 2.29             | 2.10             | 1.90             | 1.86             | 1.73             | 1.80             | 1.90             | 2.11             | 2.16             |                  |
| Середньомісячна сонячна радіація, кДж/м²·день | 4608             | 7316             | 10826            | 15304            | 19517            | 21609            | 23118            | 20062            | 14778            | 9477             | 4994             | 3817             |                  |
| --------------------------------------------- | ---------------- | ---------------- | ---------------- | ---------------- | ---------------- | ---------------- | ---------------- | ---------------- | ---------------- | ---------------- | ---------------- | ---------------- | ---------------- |
| Джерело:                                      |                  |                  |                  |                  |                  |                  |                  |                  |                  |                  |                  |                  |                  |